# デラシネマ
『デラシネマ』は、星野泰視による日本の漫画。講談社の『モーニング』で2011年1号から2012年37・38合併号まで連載された。戦後の日本映画を題材とした作品。「デラシネ」とは、フランス語で根無し草のことで、本作では満州から引き上げてきた主人公2人を指す。題名の「デラシネマ」は、この語と「シネマ」（映画）のかばん語である。

## 登場人物

### 主人公
宮藤 武晴（くどう たけはる）
日映京都撮影所所属の大部屋俳優。履歴書の特技：居合、三味線、日本舞踊、体力に自信あり。
父は満映のキャメラマン。11歳の時、満映で、出征中の日映四天王の一人である源八に出会い、立ち回りの稽古をつけてもらう。左手の平に火傷の痕。初演はワンカットながら『踊る犬屋敷』クロ右衛門。
のちに宮藤武秀の芸名を名乗る。
風間 俊一郎（かざま しゅんいちろう）
日映京都撮影所所属のフォース助監督。トウダイ出。4巻でサードに昇格。
父は満州のナガトホテルの支配人。リアルな本物の映画を目指す。武晴と反対側の右手の平に火傷の痕。
ファンである女優の朋子のために桃のコンポートを作ったことがある。クラシックにも造詣がある。

### 日映京都撮影所の主な俳優
市岡 歌蔵（いちおか うたぞう）
「御大（おんたい）」と呼ばれる日映京都撮影所の看板スター。「流浪剣」シリーズや『如来峠』『地獄傘』その他単発も含め、出演作は年15本におよぶ。出す映画は必ずヒット。いつも大勢の弟子らを伴いスタジオ入りする。美しい立ち回りをするが、その裏には事情があった。楽屋は洋室。葉巻を吸う。
立ち回りで本気を出すと、武晴ら若手さえしのぐ、疾さと力強い剣で圧倒。相当な鍛錬をしている。
市岡 光春（いちおか みつはる）
日映京都撮影所の第5のスターとして迎えられ、期待に応え、あっという間に御大に次ぐスターとなる。
梨園の出身だが三男であり、新しい活路を見いだすため映画界に来た。方向音痴で撮影所に初めて来た日にトラブルを起こすが、持って生まれたスター性と素直な性格が披露される。不思議な感性の持ち主で、武晴と俊一郎の秘密に迫ったり、幽霊が見えたり…。台本を丸ごと暗記できる記憶力と、いったん演技に入るとカットが入るまで照明の落下にも気づかないほどの集中力の持ち主。初演『双月記』、初主演『月下悲夜』。
泉 智之介（いずみ とものすけ）
梨園の出身。時代劇「砦」シリーズを持つスター。関西弁。
瓜生 圭一郎（うりゅう けいいちろう）
日映京都撮影所のスターの一人。
山咲 龍太（やまさき りゅうた）
日映京都撮影所のスターの一人。
日映四天王（伊達源八、反町勇次、松井、小宮山）
御大（彼らは歌さんと呼んでいた）と斬られ役（カラミ）をやった立ち回りのプロ集団。しかし源八、勇次の2人が戦争に召集され戦死、残る2人も撮影時の事故のため、1人は辞め（奥村の師匠、松井）、もう1人（殺陣師の小宮山）は右手を使えなくなった。
以降、御大は武晴と奥村の殺陣を見るまで、無難な立ち回りしか行わなくなった。

### 日映京都撮影所の大部屋俳優
奥村（おくむら）
日映京都撮影所の大部屋俳優だが、殺陣の名手。日映四天王の松井の弟子だった。武晴が流浪剣の撮影で段取りを無視し、御大に斬りかかろうとしたとき刀の柄で武晴を排した（以来、武晴は奥村のことをその目つきから「キツネ目」と呼ぶ）。
後日、大道具の棟梁の鮫嶋から頭を下げてまで武晴の指導を頼み込まれ、しぶしぶながら、7日間だけ資質を見ると預かる。御大と日映四天王の流浪剣1部を見せたあと、武晴に立ち回りの間合いなどに必要な力や技術があるか試すが、武晴はクリアし、奥村は驚く。そして、日映四天王の経緯を話したあと、立ち回りの指導を決めた。ワンカットながら、初演&初主演『踊る犬屋敷』シロ之介。
鎌井 達夫（かまい たつお）
智之介の「砦」シリーズで農夫役だったが、見張り台からの階段落ちを急遽撮影することになり、危険手当が出るならという条件で手を挙げる（しかし光春の車が間違ってセットに入り、撮影はカット。ケガをした達夫に、光春は詫びとして財布をそのまま手渡す）。

### 日映京都撮影所の女優
加倉井 千鶴（かくらい ちづる）
かつて名子役だったが、次第に人気が落ち、脇役に回されるようになり、出番前に雲隠れしセットの裏で酒に飲むなど荒んでいった。『流浪剣』28部のワンシーンが最後の出演かと思われたが、NGを続出、誰もが諦めかけた最後の撮り直しで、俊一郎の機転により、初心を思い出し立ち直るきっかけをつかむ。
生方 朋子（うぶかた ともこ）
清楚で可憐な女優。未村助監督曰く「台詞の覚えはいい、監督の要求には的確に応える、そして何より見目麗しい国民的女優」。ステージママの前では従順だが、本人曰く、いくつもの“仮面”（顔）を持ち、どれが彼女の素顔なのか謎めいている。しかし、母方の叔母が経営する連れ込み宿の一室にこもり、台詞を書写しながら覚えるという努力家でもある。運転もできる。

### 日映京都撮影所の監督・助監督
笹木 多可矢（ささき たかや）
温厚で東北訛りがあるが、「流浪剣」シリーズなどヒット作を手掛ける大ベテラン。映画の「リアル」について持論があるもよう。戦前は、子役時代の加倉井千鶴のヒット作など文芸物も手掛けた。
高羽 実行（たかば さねゆき）
日映期待の新鋭監督。急遽、大沢監督の代理として、御大、光春出演の『双月記』の監督になる。俊一郎を助監督として引っ張り込む。新しい時代劇を目指し、カット割りをした際に御大に一度拒絶されるが、カット割りに加え台本の加筆修正内容が御大に認められ、説得成功。明るい性格。ズボンのサスペンダーを両胸のあたりで延ばしてパッチンする癖がある。
師岡 大善（もろおか だいぜん）
『流浪剣』28部チーフ助監督。笑っていないのに笑い声が出る。40代半ば。根暗だが映画にかける情熱は本物で、穴埋め企画「踊る犬屋敷」で初めて監督昇進となったが、三流映画を二流にすべく全力を尽くし、その姿がスタッフらの共感を呼び、上層部に却下された残るワンシーン撮影を成し遂げた。
未村（みむら）
『流浪剣』28部セカンド助監督。双月記では、大沢監督のチーフ、セカンド助監督らが仕事をしないため、（実質）チーフ助監督の仕事をやっていたと思われる。ケイオウ出。
桐山（きりやま）
『流浪剣』28部サード助監督。フォースの俊一郎を叱り、こきつかう役どころだが、打ち上げでは明るい人柄。ワセダ出。

### 日映京都撮影所の裏方・経営陣
鮫嶋（さめじま）
大道具の鬼の棟梁。禿頭。平常時は伏目。大柄で力持ち、ケンカも強い。映画セットであろうと手は抜かない。関西弁。武晴が干されて仕事がない間、人物を見込み、奥村に武晴に稽古をつけるよう頼み込んだ。
録音部・照明部・撮影部
技術に絶対の自信を持つ気難しい職人達。映画は彼らが一体となり完成するため、関係作りが重要となる。
小宮山（こみやま）
みやさん。殺陣師。日映四天王のひとり。撮影の事故で右手で剣をつかめない。
演技課長
日映の大部屋俳優のデータを全員記憶している。
大和田（おおわだ）
日映京都撮影所の所長。
上条 尚弓（かみじょう なおみ）
日映京都撮影所の副所長。日映の上条社長の娘。

### 吉岡家
吉岡家は宮藤と風間の下宿先である。
吉岡 マリ（よしおか まり）
セーラー服を着て登校するので高校生ぐらいと思われる。母を手伝い、盛りつけや漬け物など励んでいる。登校前に父と兄の遺影（仏壇）に向かって「いってきます」という。武晴や俊一郎にしっかり稼げとはっぱをかけ、収入増を期待している。単行本の左折り返しは、必ずマリのひとこま。
マリの母
下宿の食事が少なめなことを気にしつつ、武晴と俊一郎が売れたら、下宿代を値上げしようと検討している。

## 単行本
- 講談社〈モーニングKC〉、全8巻
  1. 2011年4月22日初刷発行（同日発売）、ISBN 978-4-06-372995-5
  2. 2011年7月22日初刷発行（同日発売）、ISBN 978-4-06-387027-5
  3. 2011年10月21日初刷発行（同日発売）、ISBN 978-4-06-387051-0
  4. 2011年12月22日初刷発行（同日発売）、ISBN 978-4-06-387068-8
  5. 2012年3月23日初刷発行（同日発売）、ISBN 978-4-06-387094-7
  6. 2012年6月22日初刷発行（同日発売）、ISBN 978-4-06-387120-3
  7. 2012年9月21日初刷発行（同日発売）、ISBN 978-4-06-387143-2
  8. 2012年12月21日初刷発行（同日発売）、ISBN 978-4-06-387171-5